# Bonner Springs
Bonner Springs is een plaats (city) in de Amerikaanse staat Kansas, en valt bestuurlijk gezien onder Johnson County en Wyandotte County.

## Demografie
Bij de volkstelling in 2000 werd het aantal inwoners vastgesteld op 6768.
In 2006 is het aantal inwoners door het United States Census Bureau geschat op 7093, een stijging van 325 (4,8%).

## Geografie
Volgens het United States Census Bureau beslaat de plaats een oppervlakte van
41,6 km², waarvan 40,8 km² land en 0,8 km² water. Bonner Springs ligt op ongeveer 270 m boven zeeniveau.

## Plaatsen in de nabije omgeving
De onderstaande figuur toont nabijgelegen plaatsen in een straal van 16 km rond Bonner Springs.